# Tijo Collot d'Escury
Tijo Johannes Guyon (Tijo) baron Collot d’ Escury (Hengelo, 1 oktober 1966) is scheikundig ingenieur en bestuurder van een internationale consultantvennootschap. 

## Achtergrond
Ir. T.J.G. baron Collot d'Escury is lid van de familie Collot d'Escury en een zoon van ir. Frederik André Guyon baron Collot d'Escury (1931-2017), voorheen president van de AKZO Zout Chemie-divisie, en van Johanna Catharina Bierman († 2021), lid van de familie Bierman. Hij bezocht dezelfde kleuterschool als Willem-Alexander der Nederlanden, met wie hij bevriend bleef.
Op 3 mei 1996 trouwde Collot met jkvr. drs. Hermance Rebecca Hooft Graafland (1967), dochter van jhr. Cypriaan Hooft Graafland en Romee de Kanter en lid van de familie Graafland; bij dit huwelijk was prins Willem-Alexander aanwezig. Het echtpaar heeft drie kinderen. In 2002 was Collot getuige bij het kerkelijk huwelijk van Willem-Alexander met Máxima Zorreguieta. Hij is peter van hun dochter Ariane der Nederlanden.

## Beroepsloopbaan
Collot studeerde scheikunde in Delft en vervolgens business management aan de Harvard Business School en aan Stanford University. Hij trad in 1993 in dienst bij Arthur D. Little, waar hij begon als analist en eindigde als geassocieerd directeur.
In 2002 werd hij managing partner bij Roland Berger Strategy Consultants internationale consultantvennootschap, waarbij hij het Amsterdams bureau aanzienlijk ontwikkelde. In 2003 werd hij lid van de vijf man sterke Supervisory Board (raad van bestuur). Vanaf 2010 behoort hij tot het Global Executive Committee (uitvoerend bestuur). Hij behoort hiermee tot de kleine 'club' van Nederlanders die aan de leiding staan van multinationals.
Collot d'Escury is hoofdzakelijk actief als consultant bij internationale projecten in Europa en de Verenigde Staten. Hij legt zich hierbij toe op strategische planning, fusies en acquisities, technologie en innovatie.